# Georges Maurice (poète)
Pour les articles homonymes, voir Maurice.
Georges Maurice, né le 24 février 1882 à Concriers dans le Loir-et-Cher et mort pour la France à Souain-Perthes-lès-Hurlus dans le département de la Marne le 15 mars 1916, est un professeur de lettres et poète français du XXe siècle. Son nom est inscrit au Panthéon dans la liste des 560 écrivains morts pour la France.

## Biographie
Georges Jules Maurice, né le 24 février 1882 à Concriers est le fils de Paul Jules Maurice (1859-) et de Georgette Champenois (1857-), tous deux instituteurs.
Il est scolarisé dans l'école de ses parents, d'abord à Concriers, puis à Fresnes en Sologne. Il quitte la classe de son père pour le lycée de Vendôme où il obtient son baccalauréat en 1900. Il est admis à l'École normale supérieure de Saint-Cloud en 1901 et se lie avec Lucien Marié avec qui il partage un amour de la poésie.
Après son service militaire à Blois, en 1904, il prend ses fonctions de professeur de lettres à l'École normale d'instituteurs de Parthenay. Il publie alors ses premiers recueils de poésie.
En septembre 1906, il est nommé à l'École normale de Blois. Il y reste 4 ans et publie de nouvelles poésies, sous le titre La Vie laborieuse. Soucieux de guider les instituteurs qu'il forme dans leur futur métier, il écrit également un manuel de L'Enseignement de la langue française à École primaire élémentaire. Il donne des conférences publiques sur l'éducation des enfants et l'importance de l'art à l'école.
Il épouse Madeleine Marie Jeanne Monnereau le 10 août 1908, à Blois. Le couple aura 2 filles, nées en 1910 et 1914.
En décembre 1910, il est nommé inspecteur primaire à Vitré. Il continue à écrire : deux romans et des contes sont prêts à être publiés lorsqu'éclate la Première Guerre mondiale.
D'abord mobilisé à Vitré, il est envoyé en Algérie puis au camp de Coëtquidan pour y faire un stage de mitrailleur et au camp de La Valbonne. En novembre 1915, il est envoyé sur le front de Champagne, en qualité de sous-lieutenant au 294e régiment d'infanterie. Son régiment occupe les tranchées de première ligne du secteur au nord de Souain à l’est de la ferme de Navarin. C'est là que Georges Maurice est mortellement touché à la tête et au ventre, au sein de la 20e compagnie, lors d'un bombardement le 15 mars 1916. Enterré dans les lignes, son corps est ensuite ramené au cimetière militaire de Souain. Ses proches le feront ensuite inhumer au cimetière de Blois.
Cette citation à l'ordre de l'armée accompagne sa décoration de la légion d'honneur : « Le 15 mars 1916, chargé d'organiser une tranchée conquise sous un bombardement terrible et voyant une contre-attaque débouchant sur une fraction voisine, a largement contribué à repousser l'ennemi en encourageant ses hommes par son exemple. Est tombé au champ d'honneur, le 15 mars 1916, en faisant lui même le coup de feu. A été cité ».

## Distinctions
- Chevalier de la Légion d'honneur, à titre posthume, arrêté du 18 octobre 1919[12].
- Croix de guerre 1914–1918, palme de bronze
- Officier d'académie, arrêté d'octobre 1910[13]

## Hommages
- Le nom de Georges Maurice est inscrit au Panthéon dans la liste des 560 écrivains morts pour la France[14].
- Son nom figure sur la plaque commémorative 1914-1918 de l'École Normale Supérieure à Lyon et sur le monument aux morts de Chémery où ses parents étaient instituteurs à sa mort[15],[16].

## Œuvres principales
- En partant, poésies, 1905
- Sur le chemin de la forêt, poésies, 1906
- La Vie laborieuse, poésies, 1907
- L'Enseignement de la langue française à l'école primaire élémentaire, 1910